# 栃木県道73号上横倉下岡本線

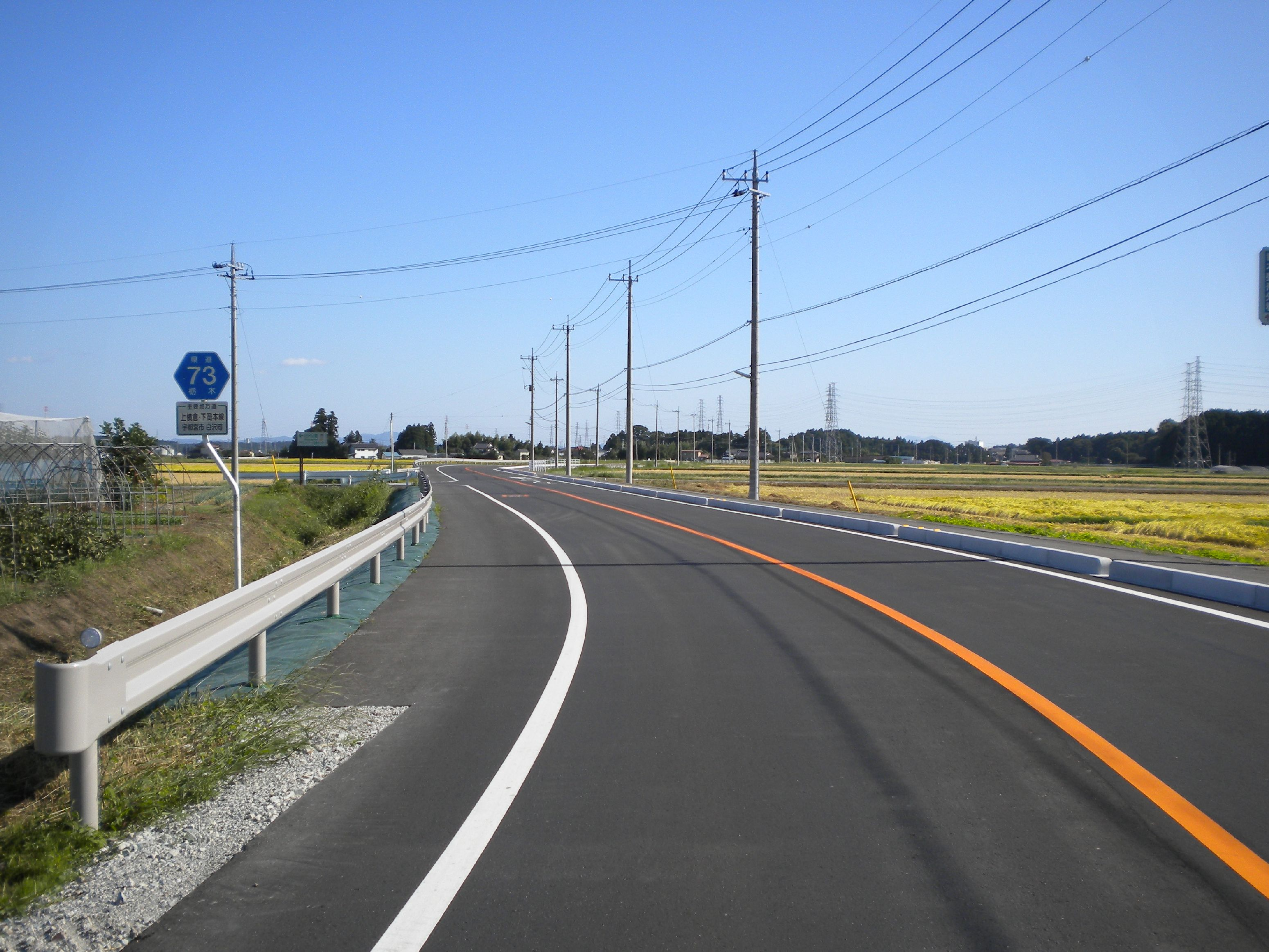
宇都宮市白沢町付近

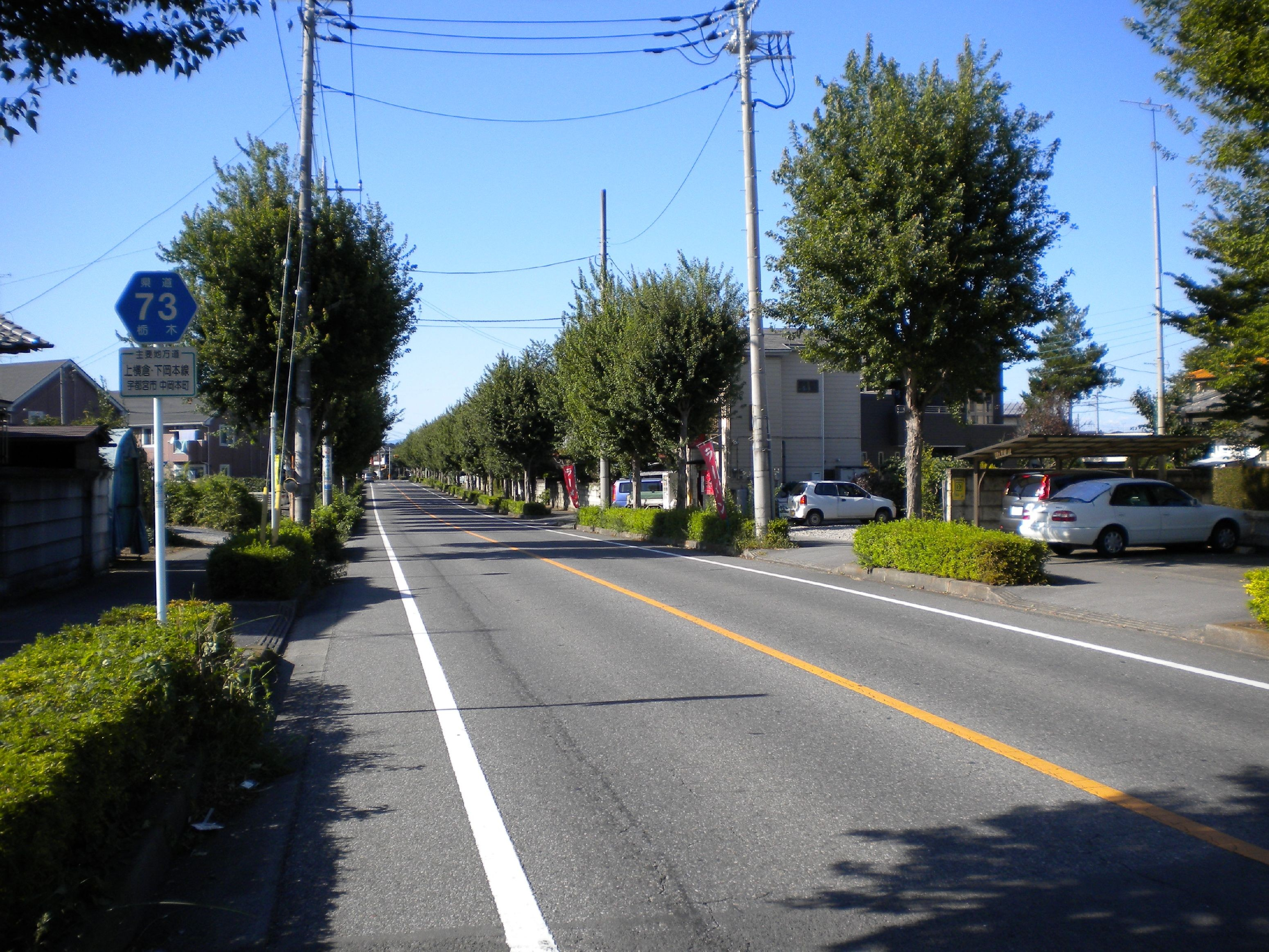
宇都宮市中岡本町付近

栃木県道73号上横倉下岡本線（とちぎけんどう73ごう かみよこくらしもおかもとせん）は、栃木県宇都宮市に位置する県道（主要地方道）である。

## 概要
田原・白沢・岡本といった宇都宮市河内地区の主要エリアを経由する路線である。以前は「宇都宮河内線」の名称であったが、河内町の宇都宮市への編入に伴い宇都宮市内で完結する道路となったため、現在の名称に変更された。

### 路線データ
- 総延長：14.795 km[要出典]
- 実延長：13.878 km[要出典]
- 起点：栃木県宇都宮市上横倉町（上横倉町交差点＝国道293号交点）
- 終点：栃木県宇都宮市下岡本町（下岡本交差点＝国道4号・栃木県道10号宇都宮那須烏山線・栃木県道157号下岡本上戸祭線交点）
- 認定：1994年（平成6年）4月1日

## 歴史
- 1961年（昭和36年）4月1日 - 一般県道上横倉白沢線、下小倉下岡本線が認定される。[要出典]
- 1993年（平成5年）5月11日 - 建設省から、県道上横倉白沢線・県道下小倉下岡本線の一部・県道下岡本上戸祭線の一部が宇都宮河内線として主要地方道に指定される[1]。
- 1994年（平成6年）4月1日 - 路線変更により、上横倉白沢線全線および下小倉下岡本線の白沢以南が宇都宮河内線として再認定される。下小倉下岡本線の白沢以北は河内上河内線となる。
- 2008年（平成20年）4月1日 - 路線名変更により、現在の名称となる。[要出典]

## 路線状況

### 重複区間
- 栃木県道63号藤原宇都宮線（宇都宮市上田原町 - 宇都宮市下田原町）
- 栃木県道157号下岡本上戸祭線（宇都宮市下岡本町・岡本駅北交差点 - 終点）

## 地理

### 通過する自治体
- 宇都宮市

### 交差する道路
- 国道293号（起点）
- 栃木県道63号藤原宇都宮線（宇都宮市上田原町）
- 栃木県道63号藤原宇都宮線（宇都宮市下田原町・下田原交差点）
- 栃木県道63号藤原宇都宮線 バイパス（宇都宮市上田原町）
- 栃木県道125号氏家宇都宮線（宇都宮市白沢町・総合運動公園南交差点）
- 栃木県道239号白沢下小倉線（宇都宮市白沢町・白沢宿交差点）
- 栃木県道157号下岡本上戸祭線（宇都宮市下岡本町・岡本駅北交差点）
- 国道4号（栃木県道10号宇都宮那須烏山線 重複）（終点、栃木県道157号下岡本上戸祭線 終点）